# Florian Verhaeghe
Pour les articles homonymes, voir Verhaeghe.

a Compétitions nationales et continentales officielles uniquement.

b Matchs officiels uniquement.
Dernière mise à jour le 20 novembre 2022.
Florian Verhaeghe, né le 27 avril 1997, est un joueur international français de rugby à XV, évoluant au poste de deuxième ligne au Montpellier HR depuis 2020.
Il remporte le Championnat de France en 2019 avec le Stade toulousain, puis le Challenge européen en 2021 et une seconde fois le Championnat de France en 2022 avec le MHR.

## Biographie

### Jeunesse et formation
Florian Verhaeghe est originaire du nord de la France. À l'âge de 4 ans, il déménage avec sa famille à Lafrançaise où il joue au football au Sporting Club Lafrançaisain. Il commence le rugby à XV à 10 ans à l’Union sportive montalbanaise soit en deuxième année poussin. Il est ensuite repéré pour intégrer le lycée Jolimont de Toulouse et son pôle rugby. L'année suivante, il s'engage avec le Stade toulousain. Il connait également les différentes équipes de France jeunes jusqu'en moins de 18 ans avec qui il remporte le 4 avril 2015 le championnat d'Europe face à la Géorgie (57-0), au stade Ernest-Wallon.
En 2015, il intègre le pôle France de Marcoussis et en février 2016, il fait ses débuts avec l'équipe de France des moins de 20 ans dans le cadre du tournoi des Six Nations. L'année suivante, il devient le capitaine de l'équipe. Lors du championnat du monde, la France parvient à se qualifier pour les demi-finales de la compétition où elle échoue face à la Nouvelle-Zélande. Les bleuets terminent la compétition à la quatrième place. En deux saisons sous le maillot bleu, il aura disputé deux tournois des Six Nations et deux championnats du monde junior, joué dix-neuf matches et inscrit trois essais.

### Débuts professionnels à Toulouse (2017-2020)

#### Découverte du Top 14
Le 12 janvier 2017, il signe son premier contrat professionnel avec le Stade toulousain. Le 6 mai 2017, il fait ses débuts professionnels en Top 14 à l'occasion de la dernière rencontre de la saison face à l'Aviron bayonnais (40-12).
En novembre 2017, il est sélectionné avec les Barbarians français pour affronter les Māori All Blacks au Stade Chaban-Delmas de Bordeaux. Les Baa-Baas parviennent à s'imposer 19 à 15.
En juin 2018, il est sélectionné pour jouer avec les Barbarians français qui affrontent les Crusaders puis les Highlanders en Nouvelle-Zélande. Il est titularisé lors des deux rencontres mais les Baa-baas s'inclinent 42 à 26 à Christchurch puis 29 à 10 à Invercargill.

#### Champion de France en 2019
Durant la saison 2018-2019, il s'impose comme titulaire en seconde ligne du Stade toulousain, avant une blessure à l'épaule en décembre qui nécessite une opération et un arrêt de 2 mois.

### Départ à Montpellier et débuts internationaux (depuis 2020)

#### Vainqueur du Challenge européen en 2021
En 2020, il quitte le Stade toulousain et rejoint le Montpellier Hérault rugby. Victime d'une luxation de l'épaule gauche en août, il subit une opération chirurgicale qui l'éloigne des terrains plusieurs mois.

#### Champion de France et débuts avec les Bleus en 2022
Durant la saison 2021-2022, son club, le MHR, termine à la deuxième place de la phase régulière et se qualifie donc pour les phases finales. Lors de la demi-finale, il est titulaire en deuxième ligne aux côtés de Bastien Chalureau et bat l'Union Bordeaux Bègles, se qualifiant ainsi pour la finale. Le 24 juin 2022, il est de nouveau titulaire lors de la finale du Top 14 et affronte victorieusement le Castres olympique (victoire 29 à 10). Durant cette finale il marque notamment le deuxième essai de la rencontre dès la dixième minute de jeu. Il remporte ainsi son deuxième titre avec le club héraultais, après le Challenge européen en 2021. Cette saison 2021-2022, il joue 28 matches toutes compétitions confondues et marque deux essais. Il est ensuite nommé dans l'équipe type de Top 14 de la saison.
En début de saison 2022-2023, il est appelé en équipe de France, par Fabien Galthié, afin de participer à la tournée d'automne, en novembre 2022. Il connaît sa première cape avec les Bleus le 20 novembre 2022, lors du troisième match de la tournée, contre le Japon. Durant cette rencontre, il entre en jeu à la 75e minute de jeu à la place de Cameron Woki, et les Français l'emportent 35 à 17.
À l'issue de cette saison, il est appelé dans une liste de 23 joueurs pour participer à un stage avec les Bleus. Cette liste est marquée par l'absence des joueurs étant demi-finalistes du championnat. Il est aussi sélectionné dans une liste de 42 joueurs pour préparer la Coupe du monde 2023,.

## Statistiques

### En club
| Saison                 | Club                   | Championnat | Championnat | Championnat | Coupe d'Europe     | Coupe d'Europe | Coupe d'Europe |
| Saison                 | Club                   | Compétition | Matchs      | Essais      | Compétition        | Matchs         | Essais         |
| ---------------------- | ---------------------- | ----------- | ----------- | ----------- | ------------------ | -------------- | -------------- |
| 2016-2017              | Stade toulousain       | Top 14      | 1           | -           | Coupe d'Europe     | -              | -              |
| 2017-2018              | Stade toulousain       | Top 14      | 16          | -           | Challenge européen | 6              | -              |
| 2018-2019              | Stade toulousain       | Top 14      | 11          | -           | Coupe d'Europe     | 3              | -              |
| 2019-2020              | Stade toulousain       | Top 14      | 12          | -           | Coupe d'Europe     | 3              | -              |
| Total Stade toulousain | Total Stade toulousain | Top 14      | 40          | 0           | Coupes d'Europe    | 12             | 0              |
| 2020-2021              | Montpellier HR         | Top 14      | 7           | -           | Challenge européen | 3              | -              |
| 2021-2022              | Montpellier HR         | Top 14      | 23          | 2           | Coupe d'Europe     | 5              | -              |
| 2022-2023              | Montpellier HR         | Top 14      | 8           | -           | Champions Cup      | 2              | -              |
| Total Montpellier HR   | Total Montpellier HR   | Top 14      | 38          | 2           | Coupes d'Europe    | 10             | 0              |
| Total                  | Total                  | Top 14      | 78          | 2           | Coupes d'Europe    | 22             | 0              |

### Internationales

#### Équipe de France des moins de 20 ans
Florian Verhaeghe a disputé 19 matchs avec l'équipe de France des moins de 20 ans en deux saisons, prenant part à deux éditions du Tournoi des Six Nations des moins de 20 ans en 2016 et 2017 et à deux éditions du championnat du monde junior en 2016 et 2017.

#### XV de France
Au 12 février 2023, Florian Verhaeghe compte une seule sélection en équipe de France et n'a inscrit aucun points.
| Année | Compétition | Matchs | Points | Essais |
| ----- | ----------- | ------ | ------ | ------ |
| 2022  | Test matchs | 1      | 0      | 0      |
| Total | Total       | 1      | 0      | 0      |

## Palmarès

### En club
- Stade toulousain
  - Vainqueur du Championnat de France en 2019

- Montpellier HR
  - Vainqueur du Challenge européen en 2021
  - Vainqueur du Championnat de France en 2022

### En sélection nationale
- France -18
  - Vainqueur du Championnat d'Europe des moins de 18 ans en 2015[25].

### Distinctions personnelles
- Membre de l'équipe type du Championnat de France en 2022